# Дамьянович, Йован
Йова́н Дамья́нович (серб. Јован Дамјановић; родился 4 октября 1982 года, Книн, СФРЮ) — сербский футболист, нападающий.

## Карьера

### Клубная
Родился в небольшом хорватском городе Книн. Однако в раннем детстве его семья переехала в Сербию. В пять лет Йован пошёл в футбольную школу «Сутьеска». Затем попал в один из самых титулованных сербских клубов — «Црвену Звезду». Прошёл все возрастные группы и подписал там свой первый профессиональный контракт. Однако в основной состав «Црвены» пробиться не смог.
Играл за сербские клубы «Раднички», «Рад», «Железник», «Борац», австрийский «Рид», немецкие «Падерборн 07» и «Веен».
В марте 2012 подписал двухлетний контракт с минским «Динамо». Играя за столичный клуб, в матче 11 тура чемпионата Белоруссии против «Нафтана» оформил первый хет-трик в карьере (до этого один раз оформлял покер). В межсезонье 2012/13 Йован Дамьянович перебрался в «Динамо» (Брест) на правах аренды.
В феврале 2014 года перешёл в китайский клуб «Хунань Биллоуз».

### В сборной
В 2011 году дебютировал в национальной сборной Сербии. Сыграл за неё 3 товарищеских матча, голов не забил.